# Elecciones provinciales de Jujuy de 1983
Las elecciones generales de la provincia de Jujuy de 1983 tuvieron lugar el domingo 30 de octubre del mencionado año con el objetivo de restaurar las instituciones democráticas constitucionales de la provincia luego de más de siete años de la dictadura militar autodenominada Proceso de Reorganización Nacional. Se debía elegir al gobernador y vicegobernador, así como los 30 escaños de la Legislatura Provincial Jujeña, que compondrían los poderes ejecutivo y legislativo de la provincia para el período 1983-1987. Dado que la legislatura jujeña se elige de manera escalonada, de los 30 diputados, 15 cumplirían un mandato completo hasta la próxima elección general, en 1987, mientras que los 15 restantes tendrían un mandato acortado de dos años hasta 1985.
Triunfó y fue elegido Carlos Snopek, del Partido Justicialista (PJ), que había sido ya el último gobernador constitucional antes del golpe de Estado de 1976. Snopek obtuvo el 46.75% de los votos ante una oposición dividida, quedando en segundo lugar Horacio Meyer, de la Unión Cívica Radical con el 25.86% y Horacio Guzmán, también exgobernador, por el Movimiento Popular Jujeño con el 22.49%, sin que ninguno de los demás candidatos superara por sí solo el 3% de los votos. La participación fue del 84.32% del electorado registrado. La legislatura provincial quedó compuesta por 15 diputados justicialistas, 8 de la UCR y 7 del MPJ, en consonancia con las posiciones de la elección gubernativa. Los cargos electos asumieron el 10 de diciembre.
Snopek completó su mandato en diciembre de 1987, siendo el primer gobernador jujeño en lograrlo desde Alberto Iturbe (1946-1952), y de hecho el último hasta Eduardo Fellner (entre 1998 y 2007).

## Resultados

### Gobernador y Vicegobernador
|  | 46.75 % |

|  | 25.86 % |

|  | 22.49 % |

|  | 2.37 % |

|  | 0.91 % |

|  | 0.61 % |

|  | 0.55 % |

|  | 0.40 % |

|  | 0.06 % |

|  | 95.30 % |

|  | 3.62 % |

|  | 1.08 % |

|  | 100.00 % |

|  | 84.32 % |

### Legislatura
|  | 47.01 % |

|  | 26.40 % |

|  | 21.74 % |

|  | 2.21 % |

|  | 0.93 % |

|  | 0.62 % |

|  | 0.61 % |

|  | 0.42 % |

|  | 0.06 % |

|  | 94.78 % |

|  | 4.32 % |

|  | 0.90 % |

|  | 100.00 % |

|  | 84.32 % |